# Мурманская улица (Новокузнецк)
Му́рманская улица — одна из центральных улиц Орджоникидзевского района Новокузнецка. Четная сторона улицы относится к Байдаевскому микрорайону Орджоникидзевского района, нечетная сторона — к Новобайдаевскому микрорайону (от дома 15 до дома 55а — квартал Г, от дома 1 до дома 13 — квартал Д).
Мурманская расположена исключительно в Орджоникидзевском районе Новокузнецка. Начало строительства — конец 1930-х годов. Протяжённость улицы — 1,2 км.
Нумерация от Байдаевского моста до Слесарной улицы.
Дома имеют различную этажность: 2, 3, 4, 5, 9, 10.

## Транспорт
4 полосы для движения автотранспорта, разделенные «зелёной» полосой.
На улице расположены 2 остановки общественного транспорта: «Мурманская», «Школа № 53».
По улице ранее проходили автобусные маршруты, обслуживаемые ОАО «Пассажиравтотранс»: № 1, 3, 4, 5, 5а, 12, 13, 20, 21, 23, 56.
С ноября 2020 года маршруты № 1, 5а, 20, 21 упразднены. Остались маршруты № 3, 4, 13, 56, 87 и обслуживаются ООО «Питеравто». Также на пересечении с улицей Разведчиков проходит трамвайная линия и трамвайные маршруты, обслуживаемые МТП № 3: № 2, 6, 8, 9,  а также автобус № 5.

### Остановки
- ул. Мурманская — автобусы № 3, 4, 345.
- Школа № 53 (ул. Мурманская) — автобусы № 4, 56, 87